# Jacques Céporin
 (juillet 2024).
Jakob Wiesendanger dit Jacques Céporin ou Jakob Ceporin ou encore Ceporinus, né vers 1500 à Dinhard, près de Winterthour et mort le 20 décembre 1525 à Zurich était un humaniste helléniste et hébraïsant suisse, ami de Ulrich Zwingli. On lui doit notamment une grammaire grecque qui sera en usage dans les écoles zurichoises jusqu'au XVIIIe siècle.

## Biographie
Né vers 1500 dans une famille aisée de paysans et artisans de Dinhard, Jakob Wiesendanger commence son parcours scolaire par l'école latine à Winterthour avant de les poursuivre, entre de 1518 et 1520, à  l'université de Cologne puis celle de Vienne où il apprend le droit. Il se rend ensuite à l'université de Ingolstadt où suit l'enseignement de Johannes Reuchlin auprès duquel il apprend l'hébreu. Durant ces années, il apprend également le grec et les mathématiques et c'est à cette période qu'il change son nom, selon la mode des humanistes de cette époque.
À partir de 1520, il travaille essentiellement pour des imprimeurs bâlois et enseigne à Zurich. En 1520, il est appelé par Zwingli qui l'apprécie pour enseigner l'hébreu et le grec dans l'école de théologie que le réformateur zurichois a fondée.
Parmi ses travaux, on relève, en 1522, la composition d'une grammaire grecque - qui reste en usage dans les écoles zurichoises jusqu'au XVIIIe siècle ; en 1523, une traduction du traité pédagogique de Zwingli Quo pacto ingenui adolescentes formandi sint, praeceptiones pauculae ; en 1526 une édition des œuvres de Pindare. Peu avant sa mort, il entreprend la traduction en latin de la grammaire hébraïque de Moshe Kimhi (mort en 1190), ouvrage qui sera terminé par Sébastien Münster avec l'aide du philologue massorète juif Élie Lévita, pour être publié en 1531. On lui doit également des éditions d'Aratos de Soles, de Denys le Périégète et de Proclos.
Vers 1523, il épouse Elsbeth Scherer, ancienne nonne du couvent dominicain de Töss, avec il a une fille nommée Véronica. Ceporinus meurt inopinément à la fin de l'année 1525. À son décès, il est remplacé par Conrad Pellican à l'école de théologie de Zurich.

## Œuvres
- Compendium Grammaticae graecae, édition de 1546 ouvrage en ligne
- Scholia in Dionysii Periegesin (descriptionem orbis) et in Arati Astronomcon, Bâle, 1523
- Hesiodi georgicon brevi scholio adornatum, epigrammata graeca, Cologne, 1523

## Sources partielles
- Hans Ulrich Bächtold, « Ceporin, Jakob » dans le Dictionnaire historique de la Suisse en ligne, version du 29 octobre 1999.